# Centrotoma lucifuga
Centrotoma lucifuga är en skalbaggsart som beskrevs av Lucas Friedrich Julius Dominikus von Heyden 1849. Centrotoma lucifuga ingår i släktet Centrotoma, och familjen kortvingar. Arten har ej påträffats i Sverige.